# The Grinch: Christmas Adventures
«Гринч: Рождественские приключения» (англ. The Grinch: Christmas Adventures) — видеоигра, разработанная компанией Casual Brothers Limited и изданная Outright Games для Nintendo Switch, PlayStation 4, PlayStation 5, Xbox One и Xbox Series X/S, Windows.

## Сюжет
Сюжет игры в целом повторяет сюжет одноименной книги, но только во время кат-сцен, где показывается сама книга, которая читается закадровым голосом. Между кат-сценами начинаются уровни, не имеющие прямого отношения к сюжету книги и имеющие отклонение от сюжета самой книги.

## Геймплей
Игрок может брать под управление Гринча, а также собаку Макса. Задача игрока — пройти все восемнадцать уровней. А точнее, три локации, каждая из которых имеет по шесть уровней. Пещера Гринча, горы и Ктоград. На каждых пяти уровнях из трех локаций Гринч бежит слева направо, избегая препятствий с врагами, а также собирает по дороге подарки и головоломки для улучшения дополнительных способностей. Иногда Гринч забегает внутрь домов, где ему приходится незаметно украсть подарки из дома и постараться не попасться на глаза другим ктошкам и огромным пряничным человечкам. На шестых уровнях первой и второй локации Гринч убегает сверху вниз, спускаясь с горы от снежного камня и катящегося за ним гигантского игрушечного шара, а на последнем уровне Гринч, осознав смысл Рождества и осознав, что он натворил, движется снизу вверх, возвращая всем подарки, которые он украл до этого.

## Разработка
Casual Brothers тесно сотрудничали с Dr. Seuss Enterprises, чтобы определить, как сохранить верность оригинальной истории и создать полностью интерактивный опыт в игровой форме, а также создать свою собственную версию Гринча, Макса и Ктограда 2023 года.
При создании «Гринча» разработчики постарались сохранить дух одноименной книги, а приключенческий платформер с боковой прокруткой представляет собой вневременной игровой дизайн, знакомый геймерам всех поколений и уровней подготовки.

## Критика
В целом игра получила положительные отзывы.
«IGN» поставил игре 6,7 из 10. «GameStop» поставил игре четыре звезды из пяти.
«NextGen Player» назвал игру лучшей лицензионной игрой и поставил ей 7 баллов из 10 с оценкой «Хорошо». «Life is Xbox» дал игре 65 звезд из 100, заявив, что игра подходит для юных геймеров и в неё можно играть вдвоём.